# Nederlandse kampioenschappen schaatsen afstanden 2020 - 1500 meter vrouwen
De Nederlandse kampioenschappen schaatsen afstanden 2020 - 1500 meter vrouwen worden gehouden op vrijdag 27 december 2019 in Thialf, Heerenveen. 
Titelverdedigster is Ireen Wüst die de titel pakte tijdens de Nederlandse kampioenschappen schaatsen afstanden 2019.

## Uitslag
| #      | Schaatsster         | Tijd    |
| ------ | ------------------- | ------- |
| Goud   | Melissa Wijfje      | 1.55,65 |
| Zilver | Ireen Wüst          | 1.55,69 |
| Brons  | Joy Beune           | 1.55,87 |
| 4      | Antoinette de Jong  | 1.56,16 |
| 5      | Carlijn Achtereekte | 1.56,60 |
| 6      | Sanneke de Neeling  | 1.57,35 |
| 7      | Reina Anema         | 1.57,43 |
| 8      | Irene Schouten      | 1.57,51 |
| 9      | Elisa Dul           | 1.57,88 |
| 10     | Jorien ter Mors     | 1.57,88 |
| 11     | Esmee Visser        | 1.58,26 |
| 12     | Isabelle van Elst   | 1.58,73 |
| 13     | Lotte van Beek      | 1.59,07 |
| 14     | Femke Kok           | 1.59,81 |
| 15     | Gioya Lancee        | 1.59,94 |
| 16     | Roza Blokker        | 2.00,15 |
| 17     | Aveline Hijlkema    | 2.00,40 |
| 18     | Paulien Verhaar     | 2.01,32 |
| 19     | Esther Kiel         | 2.01,77 |
| 20     | Myrthe de Boer      | 2.02,97 |

Uitslag
1987 · 
1988 · 
1989 · 
1990 · 
1991 · 
1992 · 
1993 · 
1994 · 
1995 · 
1996 · 
1997 · 
1998 · 
1999 · 
2000 · 
2001 · 
2002 · 
2003 · 
2004 · 
2005 · 
2006 · 
2007 · 
2008 · 
2009 · 
2010 · 
2011 · 
2012 · 
2013 · 
2014 · 
2015 · 
2016 · 
2017 · 
2018 · 
2019 · 
2020 · 
2021 · 
2022 · 
2023 · 
2024 · 
2025